# Tabou 1
Tabou 1 est un label discographique français de reggae, basé à Paris.

## Histoire
Tabou 1 est fondé en 1996 par Guillaume Bougard, et, plus précisément, enregistré à l'INSEE le 16 août 1996.
En 2001, le label sort la compilation Rai Meets Reggae. À ce propos, RFI considère que Tabou 1 « a puisé dans cette riche veine musicale pour réaliser une compilation reggae/raï avec de grands noms comme Horace Andy, U Roy, Gregory Isaacs, Chaka Demus et Pliers et le roi algérien du raï Khaled ».
Dans un article sur la compilation Taxi Trax de Blach Uhuru et Sly and Robbie sortie en 2022, La Grosse Radio considère que Tabou 1 est un label qui « allie roots et qualité ». La dite compilation est dédiée à Robbie Shakespeare, membre de Sly and Robbie, décédé le 8 décembre 2021.

## Discographie
- U Brown - Hit Sounds From Channel One (1979-1980)
- Garnett Silk - Live at Reggae Sunsplash 1994
- Black Uhuru - Live 84
- Black Uhuru - Dubbin' It Live
- Michael Rose - X Uhuru
- Yami Bolo - Freedom and Liberation
- Abyssinians - Satta Dub
- Bunny Rugs - To Love Somebody
- Carlton Livingston - Rumours
- Gladiators - Back to Roots
- Leroy Smart - Private Message
- Mike Brooks - Solid Ground
- Pablo Moses - In the Future and Dub
- Pablo Moses - Pave the Way Dub
- Roots Radics - Dub Fi Junjo
- Sly and Robbie - Hail Up Taxi 2
- Ruff Cutt - In Roots
- Innocent Kru - Innocent
- Triston Palma - Tow Roads
- U Roy - Serious Matter
- U Roy - 'Now
- Various Artists - Dynamite Series #3
- Big Men - Raï meets Reggae
- Roots with quality - Best of Tabou 1 vol. 1
- Roots with quality - Best of Tabou 1 vol. 2
- 2019 : Sly and Robbie - Dub Serge (hommage à Serge Gainsbourg[5])